# One-Dubai

One Dubaï est un projet de création d'un complexe immobilier composé de trois tours à Dubaï. 
La construction principale devrait s'élever à 600 mètres alors que les deux autres structures seraient moins hautes. Chacune des tours sera reliée aux autres par une série de passerelles en verre sur le modèle de celle des tours Petronas de Kuala Lumpur. 
À la base de ce gratte-ciel construit autour d'un canal, est prévue une grande arche qui permettra le passage des bateaux qui pourront accéder directement à l'atrium. L'usage prévu du complexe, s'étendant sur près de 800 000 m2, est mixte hôtelier, résidentiel, commercial, loisirs et spectacles. 
C'est le bureau d'architectes Adrian Smith et Gordon Gill de Chicago qui est chargé des plans et le maître d'œuvre, la société Meraas Development,. 
En raison de la crise économique de 2008, le projet a été suspendu en mars 2009.